# Pyraclofos
Pyraclofos ist ein Pflanzenschutzwirkstoff aus der Gruppe der Insektizide.

## Eigenschaften
Pyraclofos wird als Insektizid bei dem Anbau von Obst, Gemüse und Zierpflanzen eingesetzt. Studien zeigten, dass Pyraclofos mäßig bis stark toxisch für viele Tiere ist, wie z. B. Vögel, Fische, Honigbienen und Zooplankton.

## Stereochemie
Das Insektizid Pyraclofos ist ein Racemat, besteht also aus zwei Enantiomeren, nämlich (S)- und (R)-Pyraclofos im Verhältnis 1:1.

Strukturformel von (S)-Pyraclofos
Strukturformel von (R)-Pyraclofos

## Synthese
Die mehrschritte Synthese von Pyraclofos erfolgt ausgehend von dem Edukt 4-Chloranilin.

## Handelsname
Ein Pflanzenschutzmittel mit dem Wirkstoff Pyraclofos wird unter den Handelsnamen Boltage und Voltage vermarktet.

## Zulassung
In den Staaten der EU und in der Schweiz sind Pflanzenschutzmittel mit dem Wirkstoff Pyraclofos nicht mehr zugelassen.